# Phare de Glettinganes
Le phare de Glettinganes est un phare situé dans la région d'Austurland, à 12 km à l'est de Bakkagerði.